# 金龍済
金 龍済（キム・ヨンジェ、金龍濟、김용제、1909年2月3日 - 1994年6月21日）は、韓国のプロレタリア詩人、文学評論家。 号は知村（チソン）。

## 人物
大韓帝国忠清北道陰城郡出身。親の事業の失敗により、1926年に東京に渡り、新聞配達などをしながら1929年に中央大学専門部法科に入学したがすぐに中退した。同人誌『新興詩人』の新人懸賞に当選し、1930年5月号に「鴨緑江」を発表、翌月は同人となり、文学の道を歩む。同年暮れには勤務先の牧場でストライキを指導し、約1か月拘留された。1931年には日本プロレタリア作家同盟（ナルプ）に加入。伊藤信吉の推薦で全日本無産者芸術連盟（NAPF）の機関紙「ナップ」10月号に「愛する大陸よ」を発表。1932年1月からナルプ書記局で働き始めるが、同年6月13日に治安維持法違反で一斉検挙され、1936年3月に宇都宮刑務所を出所し、詩集「大陸詩集」の刊行を計画したが、同年10月29日、朝鮮語劇を通じて民族解放運動ならびに階級意識の高揚に活動したという理由で朝鮮人劇団が弾圧された「朝鮮芸術座事件」により検挙された。これには中野重治の序文が附される予定であったとされる。翌年には朝鮮へ強制送還され、朝鮮文人報国会常任理事を務めた。
1939年には転向者の雑誌『東洋地光』13号に「亜細亜の詩」、評論「戦争文学の展望」を発表。1942年に詩集「亜細亜詩集」を発表し、朝鮮総督府から「国語文学賞」を受賞したが、このことが2002年に発表された「親日文人42人名簿」にリストアップされ、2008年に親日反民族行為者に認定されることにつながった。

## 詩集
- 「亜細亜詩集」（1942年）
- 「叙事詩御東征」（1942年）
- 「報道詩帖」（1943年）
- 「美しき朝鮮」（1944年）